# Kåtatjärnen (Arjeplogs socken, Lappland, 731380-160427)
Kåtatjärnen är en sjö i Arjeplogs kommun i Lappland och ingår i Skellefteälvens huvudavrinningsområde. Sjön har en area på 0,084 kvadratkilometer och ligger 486,3 meter över havet. Sjön avvattnas av vattendraget Storbäcken.

## Delavrinningsområde
Kåtatjärnen ingår i det delavrinningsområde (731426-160455) som SMHI kallar för Inloppet i Fräkentjärnarna. Medelhöjden är 497 meter över havet och ytan är 8,07 kvadratkilometer. Det finns inga avrinningsområden uppströms utan avrinningsområdet är högsta punkten. Storbäcken som avvattnar avrinningsområdet har biflödesordning 3, vilket innebär att vattnet flödar genom totalt 3 vattendrag innan det når havet efter 266 kilometer. Avrinningsområdet består mestadels av skog (79 procent). Avrinningsområdet har 0,42 kvadratkilometer vattenytor vilket ger det en sjöprocent på 5,2 procent.